# 小行星8253
小行星8253（8253 Brunetto）是一颗绕太阳运转的小行星，为主小行星带小行星。该小行星于1981年3月19日发现。

## 轨道参数
小行星8253的轨道半长轴为342 649 959 km，2.2904409 UA，离心率为0.111。